# جبال البلقاء

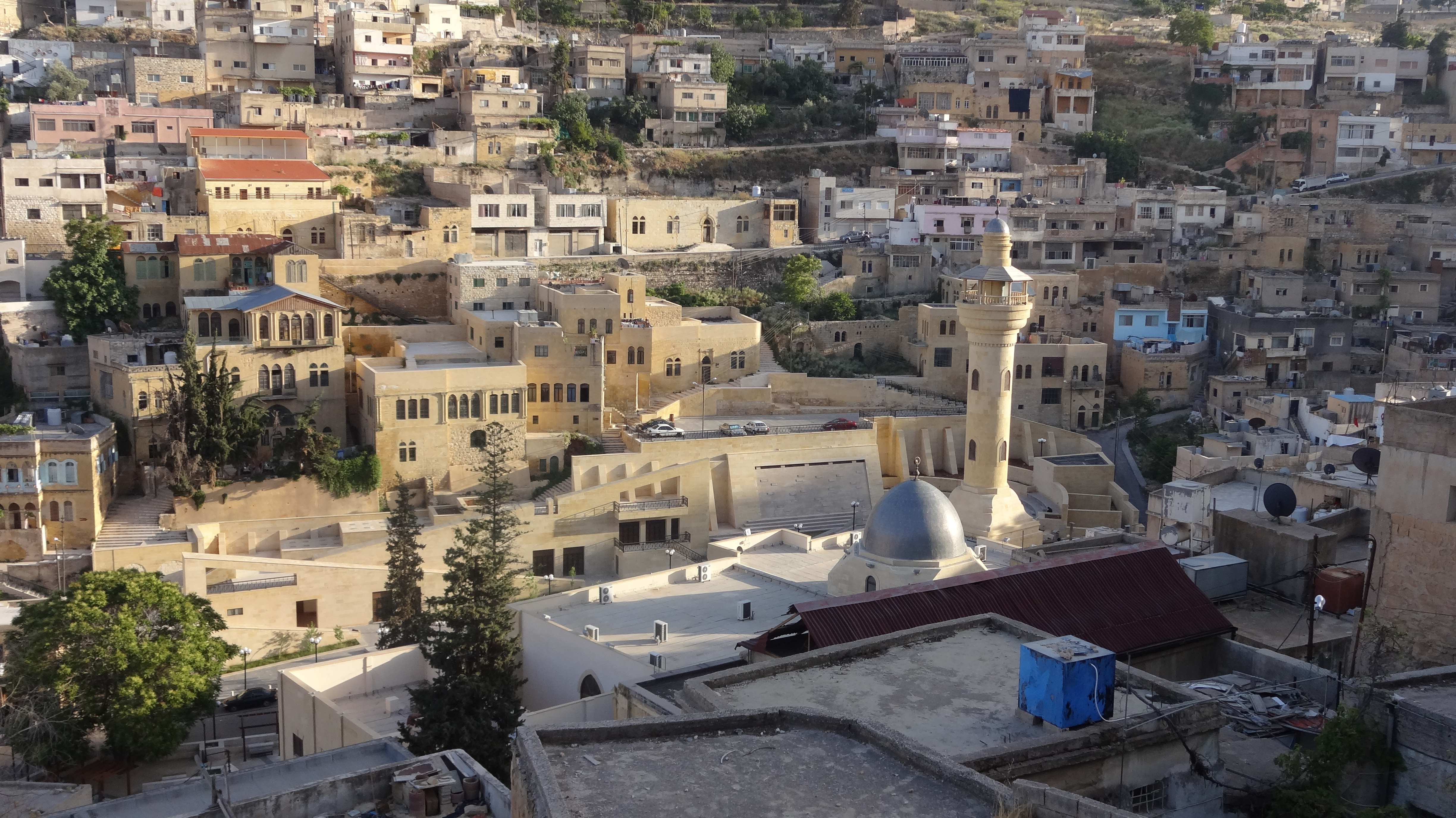
مدينة السلط

جبال البلقاء، هي مجموعة من الجبال التي تقع في وسط الأردن تحديدًا في محافظات عمان والبلقاء وزرقاء وقضاء المصطبة في جرش. يبلغ معدل ارتفاعها من 800 متر حتى 1110 في بلدة أم جوزة. ويحد جبال البلقاء من شمال وادي الزرقاء الذي يفصلها عن جبال عجلون ومن الغرب يحدها وادي الأردن ومن الشرق تبدأ بالانخفاض حتى وصول إلى البادية الأردنية ومن جنوب يحدها سهل مادبا.